# Krajewa
Krajewa (biał. Краева, ros. Краева) – przystanek kolejowy w pobliżu miejscowości Staroje Siało, w rejonie witebskim, w obwodzie witebskim, na Białorusi. Położony jest na linii Witebsk - Połock.